# الأمير الجذاب
الأمير الجذاب هو شخصية خرافية تأتي لإنقاذ فتاة في محنة ويجب أن يشارك في تحريرها من تعويذة شريرة.
يناسب هذا التصنيف معظم أبطال الحكايات الشعبية التقليدية بما في ذلك «بياض الثلج» و«الاميره النائمه » و«سندريلا»، حتى لو اختلفت المسميات في القصة  الأصلية أو بدون اسم على الإطلاق.
غالبًا ما تكون هذه الشخصيات جميلة  ورومانسية ويمكن تبديلها بشكل أساسي؛ حيث تعمل بمثابة إحباط للبطلة في العديد من التغيرات ويمكن اعتبارها مكافأة تحققها البطلة مقابل القرارات التي تتخذها.
بروز نوع الشخصية يجعله هدفًا واضحًا للقصص الخيالية التحريفية ويستخدم مصطلح الأمير الجذاب أيضًا كمصطلح للإشارة إلى الرجل المثالي الذي يحلم به بعض النساء  كزوج في المستقبل.

## التاريخ
في تاريخ الرسوم المتحركة الحديثة في ديزني ظهرت بياض الثلج والأقزام السبعة (1937)، بدأت القصة عندما تخبر بياض الثلج  الأقزام عن أميرها وتقول، «يمكن لأي شخص أن يرى أن الأمير كان ساحرًا بل هو الوحيد الذي يناسبني»، إلا انه، لم يشار إليه على وجه التحديد باسم «الأمير الجذاب»، كافح أندرياس ديجا في البداية مع مفهوم الرسوم المتحركة بشخصية شريرة ووسيم في الجميلة والوحش.
استند ديجا في النهاية إلى مظهر غاستون على مظاهر ممثلي المسلسلات الوسيمين من أجل إنشاء نسخة بشعة من شخصية الأمير الجذاب.

## الاستعمالات الحديثة
- تكشف مسرحية برودواي الموسيقية بعنوان (في الغابة) التي تم إنتاجها لأول مرة في عام 1986 الشخصية على أنها فاسقة ولا يوجد فيها أمير جذاب واحد كما جرت العادة بل أميرين جذابين ، هنا يتم عرضهم كأخوة يلاحقون سندريلا ورابونزيل ثم لاحقًا الاميرة النائمة وبياض الثلج بعد أن تزوجا من فتياتهم، أقام أمير سندريلا علاقة غرامية مع زوجة الخباز أيضًا وعندما تمت مواجهته بشأن خيانته قال: "لقد نُشئت على أن اكون جذابًا وليس مخلصًا".
- تتضمن الرواية الخيالية لعام 1991 كما يشير العنوان (احضر لي رأس الأمير الجذاب) لروجر زيلازني وروبرت شيكلي هجاء حادًا لموضوع الحكاية الخيالية التقليدية.
- الأمير الجذاب شخصية بارزة في الكتاب الهزلي فابليس (2002-2015)، يتم اكتشاف تعدد الزوجات مرة أخرى: تزوج في تلك النسخة على التوالي من بياض الثلج والاميرة النائمة وسندريلا مع انتهاء كل زواج بالطلاق بسبب كونه زير النساء وعلق على ذلك : "أنا دائما ما أحب امرأة حقا عندما ألاحقها لأول مرة إنني لست جيدًا في مرحلة السعادة الابدية .
- تم تفكيك شخصية الأمير الجذاب في فيلم شريك الجزء الثاني لعام 2004 ومرة أخرى في عام  2007 في شريك الثالث؛ حيث كان ابن الجنية الطيبة ولديه شخصية غير لطيفة ولا تتناسب مع شخصية الأمير الساحر الجذاب .
- في سلسلة الروايات الخيالية (الاخوات قريم) عام (2005-2012) كان الأمير الجذاب هو عمدة فريبوت لاندينق وهي بلدة يسكنها شخصيات  خرافية، يظهر أنه وقح ومتعجرف ومتفاخر لكن تبين أنه حليف قيم لأبطال السلسلة، يظهر أنه تزوج ونام مع العديد من الفتيات في هذه المدينة من بينها سندريلا وبياض الثلج و الأميرة النائمة  لكنه يوضح أنه يحب بياض الثلج حقًا ويتقدم لعرض الزواج عليها ثم ينفصل عنها لحمايتها.
- تم محاكاة مفهوم الأمير الساحر في فيلم (المسحور) لعام 2007 عندما يبحث إدوارد عن الأميرة جيزيل في مدينة نيويورك، أثناء طرقه الأبواب وجد ربة منزل حامل تحمل ثلاثة أطفال وتخبره بصوت ساخر «لقد فات الأوان».
- في المسلسل التلفزيوني كان ياما كان (2011-2017) قام بدور الأمير الجذاب جوش دالاس وهو زوج سنو وايت على الرغم من أن أيا منهما لا يتذكر هذا في قصة بروك الملعون، حيث اسم الشخصية هو ديفيد نولان «الساحر» هو اللقب الذي اطلقته عليه بياض الثلج في حياته السابقة، كان ديفيد في الواقع شقيق الأمير الحقيقي جيمس (الذي مثله أيضًا جوش دالاس) وتوفي وتم استبداله بتوأمه، ولد الشقيقان لزوجين مزارعين فقراء عقدا صفقة مع Rumpelstiltskin لإنقاذ مزرعتهما؛ تخلوا عن ابن واحد للملك جورج الذي لم تقدر زوجته على الإنجاب، ثم بعد وفاة (جيمس) اكتشف أخوه الحقيقة وأخذ مكانه واصبح زوج بين الملك ميداس بعد أن تعرضت عائلته للتهديد من قبل والد الأمير الحقيقي بالتبني، في صفقة توحد مملكتين مع ميداس يعطي الملك جورج الذهب مقابل هزيمة الأمير تنين، في وقت لاحق يلتقي الأمير ببياض الثلج ويتزوج منها وينجبوا ابنة تُدعى إيما.
- في سلسلة الكتب أرض الحكايات (2012) كريس كولفر يوجد أربع امراء الساحرين والجذابين وهم إخوة يُدعون تشانس وتشيس وتشاندلر وتشارلز متزوجون من سندريلا والاميرة النائمة وبياض الثلج و ذات الرداء الاحمر .